# Stimme Indonesiens
Die Stimme Indonesiens (englische Bezeichnung: Voice of Indonesia) ist der Auslandsdienst des indonesischen staatlichen Rundfunks Radio Republik Indonesia. Die Programme sind auch innerhalb Indonesiens zu hören; sie richten sich an indonesische Staatsbürger und an Bürger anderer Länder der Welt.

## Geschichte
Nach dem Ende der japanischen Besatzung Indonesiens und der Unabhängigkeitserklärung am 17. August 1945, wurde der staatliche Rundfunk des Landes gegründet, der sehr bald auch Kurzwellensendungen für das Ausland unter der Bezeichnung Stimme Indonesiens aufnahm. Hierzu wurden seinerzeit die alten Sender der früheren niederländischen Kolonialregierung übernommen. Die Station trug ursprünglich den Namen „Stimme des freien Indonesiens“ (Voice of Free Indonesia). Am 11. September 1945 wurde die staatliche Rundfunkanstalt Radio Republik Indonesia (RRI) gegründet, unter deren Dach der Auslandsdienst seitdem betrieben wird. Er trägt seit 1950 den Namen „Stimme Indonesiens“ (Voice of Indonesia).

## Sendungen
Die Kurzwellensender des Auslandsdienstes stehen in Cimanggis unweit der Hauptstadt Jakarta, wo auch die Studios der Stimme Indonesiens zu finden sind. Von September 2012 an wurde auch für einige Monate über eine Relaisstation aus Deutschland gesendet.
Die Sendungen in deutscher Sprache sind über die Homepage des Senders auch als Podcast erhältlich.
Außerdem sendet die Stimme Indonesiens seit Juli 2008 auch per Livestream über das Internet.